# 秋田県道166号仁賀保停車場線
秋田県道166号仁賀保停車場線（あきたけんどう166ごう にかほていしゃじょうせん）は、秋田県にかほ市内を通る一般県道である。

## 概要
JR東日本羽越本線 仁賀保駅から羽越本線を交差し、にかほ市平沢字家妻で国道7号に至る路線で、終点（郵便局前交差点）を直進すると秋田県道32号仁賀保矢島館合線に連続する。当路線は、数字の7のような路線形状である。

### 路線データ
- 総延長 : 1.079 km[2]
- 実延長 : 1.079 km[2]
- 起点 : 秋田県にかほ市平沢字清水147番（仁賀保駅）[3]北緯39度17分24.3秒 東経139度57分48.4秒
- 終点 : 秋田県にかほ市平沢字家妻57番1（郵便局前交差点、国道7号交点）[3]北緯39度17分15.54秒 東経139度58分6.83秒
- 未供用区間 : なし[2]

## 歴史
- 1959年（昭和34年）2月17日 - 秋田県道に認定される[3]。

## 路線状況

### 冬期閉鎖区間
- なし[4]

### 交通不能区間
- なし[5]

## 地理

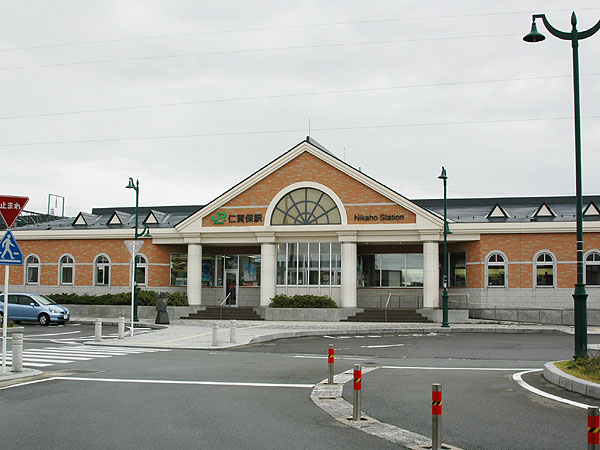
起点・仁賀保駅

### 交差する道路
| 施設名         | 接続路線名                           | 備考              | 所在地             |
| -------------- | ------------------------------------ | ----------------- | ------------------ |
| 〈仁賀保駅〉   |                                      | 起点              | にかほ市平沢字清水 |
| 郵便局前交差点 | 国道7号 秋田県道32号仁賀保矢島館合線 | 終点 県道32号起点 | にかほ市平沢字家妻 |

### 沿線の施設
- JR東日本羽越本線 仁賀保駅
- 北都銀行仁賀保支店
- 秋田しんせい農業協同組合仁賀保支店
- TDK仁賀保体育館
- TDK 稲倉工場
- 仁賀保郵便局